# おかき

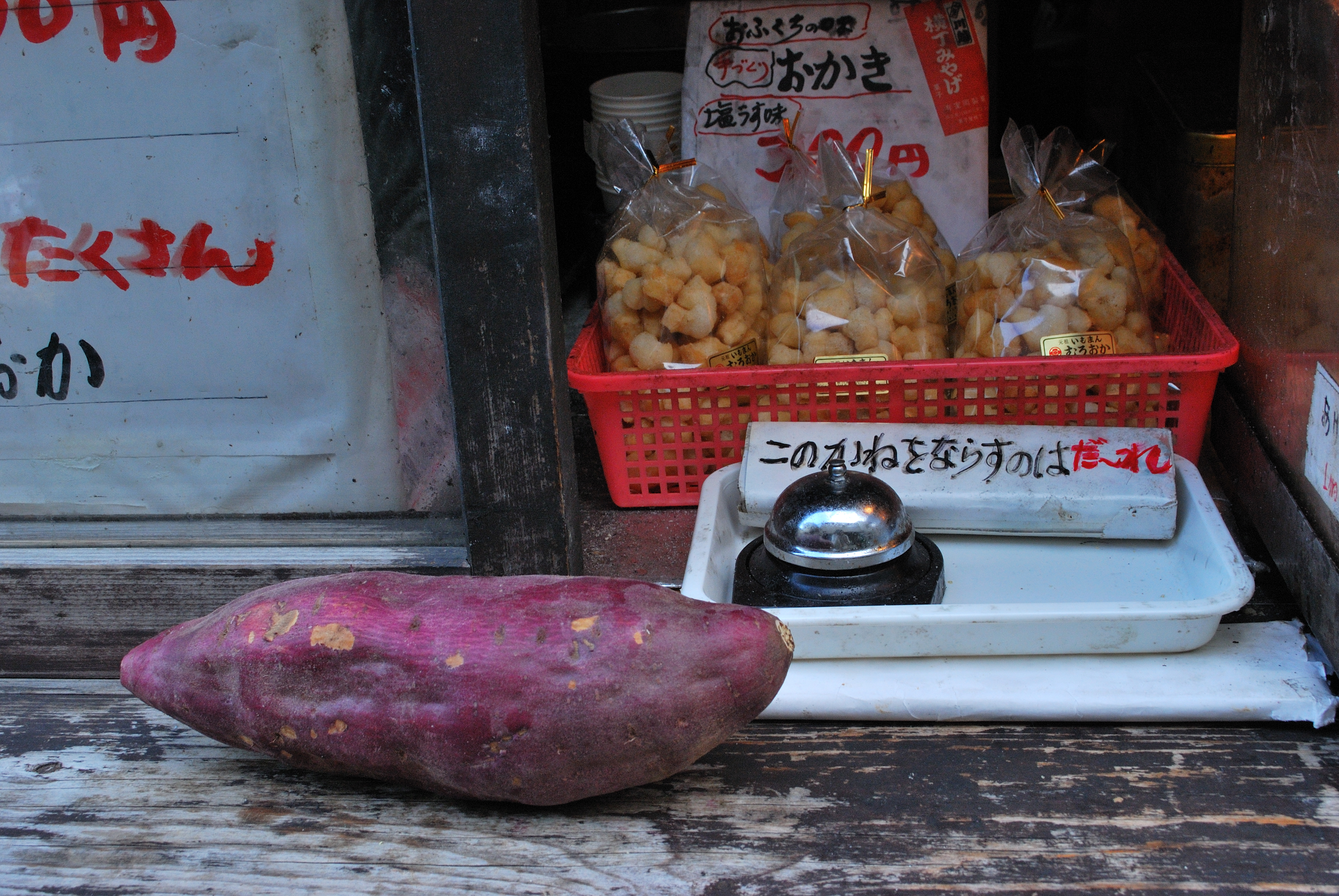
背景：おかき

おかき（御欠）は、もち米を原料とした菓子（米菓）の一種。全国米菓工業組合が定める米菓7種類のうちの一つである（あられ等と区別）。欠餅（かきもち）、掻き餅（かきもち）とも。膨化食品の一種。

## 特徴
「あられ」や「おかき」はもち米を原料とする米菓で現代では主に大きさによって区別される。本来は原料の餅を細かくするために包丁を使ったものを「あられ」、槌を使ったものを「おかき」と呼んだ。おかきは鏡餅など神様に供えた餅を槌で細かくして作られるもので、そのような餅に刃を入れるのは縁起が悪いとして槌が用いられた。また、あられは奈良時代に唐などからの使者に対して宮廷で出されたもてなしの食べ物だったのに対し、おかきは家庭で作られる餅から作られる庶民の味だった。
関西では「あられ」も含めて「かきもち（おかき）」といわれているが、「おかき」の語は現在東京でも一般化して使われている。
もち米にサトイモを組み合わせた「いも餅」から作られたものもある。
商品によっては「煎餅」と名乗る場合もあるが、本来は煎餅はうるち米を原料とするものをいう。

## 工程
あられやおかき、煎餅等の米菓の製造工程は、蒸練、練り、延し、成型、乾燥、焼成、味付けの工程に大きく分けられる。このうち焼成の方法は、鉄板焼、網焼、フライ、オーブンなどに分けられる。焼く代わりに油で揚げたものは、揚げおかき（揚げあられ）と呼ぶ。